# Prospekt's March/Poppyfields
"Prospekt's March/Poppyfields" são duas canções da banda de rock alternativo Coldplay, que estão incluídas na mesma faixa. Elas foram escritos por todos os membros da banda para o seu quarto álbum de estúdio, Viva la Vida or Death and All His Friends mas a canção não foi concluída e ficou de fora da lista final, logo depois de terminada foi incluída no Prospekt's March EP. A canção "Prospekt's March" é construído em torno de guitarras acústicas, um sintetizador vocal atmosférica e crescente. A segunda canção, "Poppyfields" é um instrumental curto.

## Escrita e composição
A faixa tem duas canções diferentes, como muitos outros no álbum Viva la Vida, como "Lovers in Japan/Reign of Love". "Prospekt's March" é o tema principal e "Poppyfields" é um pequeno pedaço instrumental. As canções são muitas vezes consideradas como um medley de canção-single como uma unidade.
O nome "Poppyfields" foi revelada em setembro de 2007, quando Coldplay publicou uma nota assinada como "Prospekt". O nome "Prospekt's March", apareceu pela primeira vez em dezembro do mesmo ano, assinado pelo mesmo pseudónimo.

## Desempenho nas paradas musicais
| Parada (2008)                             | Melhor posição |
| ----------------------------------------- | -------------- |
| Finlândia (Mitä hittiä)                   | 8              |
| Reino Unido (The Official Charts Company) | 182            |